# Посланик на добра воля
Посланик на добра воля е публична личност, която използва своята известност и влияние за благотворителни дейности, насочени към решаването на значими обществени проблеми в регионален и световен мащаб.
За тази длъжност се привличат известни хора на изкуството, писатели, учени, лауреати на Нобелова награда, членове на монархически династии, политици, общественици, бизнесмени, спортисти, лауреатки от конкурси за красота. Благодарение на повишения медиен интерес към тях посланиците на добра воля спомагат за привличане на внимание и събиране на средства за каузи като зачитане на човешките права, събиране на хуманитарни помощи, преодоляване на недохранването и глада в световен мащаб, превенция на болести и др.
Посланици на добра воля имат някои от службите на Организацията на обединените нации, например ЮНЕСКО, УНИЦЕФ, ВКБООН, ПРООН, СЗО, IIMSAM. Освен тях посланици на добра воля имат и Съветът на Европа, организациите „Червен кръст“, „Амнести интернешънъл“, „SOS детски селища“ и др. 

## Посланици на добра воля
- Посланици на добра воля на ООН, включително:
  - Посланици на добра воля на ЮНЕСКО
  - Посланици на добра воля на УНИЦЕФ
  - Посланици на добра воля на ВКБООН;
  - Посланици на добра воля на СЗО